# Hendrik Bonmann
Hendrik Bonmann (sinh ngày 22 tháng 1 năm 1994) là cầu thủ bóng đá người Đức đóng vai trò thủ môn trong đội hình Borussia Dortmund II.

## Sự nghiệp

### Câu lạc bộ
Hendrik Bonmann bắt đầu chơi bóng đá ở tuổi lên bảy tại Fortuna Bredeney ở huyện Essen. Năm 2004, anh chuyển tới đội trẻ của FC Schalke 04, trong đó anh được phân loại là "không phải là thủ môn" sau 5 năm do chiều cao 1,70 mét trước đây. Sau đó anh chuyển sang Rot-Weiss Essen.
Với Rot-Weiss, anh tham dự tới mùa Bundesliga U-19 2012/13, trong giải đó anh gặp lại câu lạc bộ cũ của mình FC Schalke 04 và câu lạc bộ tương lai của anh là Borussia Dortmund. Bonmann hoàn thành 14 trận tại giải Bundesliga A-Jugend và vẫn giữ vị trí đầu tiên trong vòng 9 giờ mà không bị thủng lưới. Tính đến tháng 12 năm 2012, anh không chỉ là một phần của đội trẻ A, mà còn của đội dự bị chơi ở vùng Regionalliga West. Vào ngày 8 tháng 12 năm 2012, anh thi đấu trong trận thắng 2-1 trên sân nhà trước Rot-Weiss Oberhausen trong trận đấu đầu tiên của mình ở giải chuyên nghiệp.